# Vladas Mikėnas
Vladas Mikėnas (17 d'abril de 1910 – 3 de novembre de 1992) fou un periodista i jugador d'escacs lituà, que tenia el títol de Mestre Internacional des de 1950, i el de Gran Mestre honorífic el 1987.

## Primers anys
El 1930, va guanyar el 3r campionat d'Estònia a Tallinn. El 1931, empatà als llocs 2n-5è al primer Campionat Bàltic a Klaipėda, que fou guanyat per Isakas Vistaneckis. El mateix any, Mikenas va emigrar des d'Estònia a Lituània, on seria el jugador d'escacs dominant en el període entre 1933 i 1938, en què va guanyar cinc cops seguits els matxs pel campionat de Lituània. El 1934, va guanyar un matx contra Povilas Vaitonis (6:2). El 1935, fou 10è a Łódź (el campió fou Savielly Tartakower), i empatà un matx amb Vistaneckis (8:8). El 1937, va guanyar un matx contra Vaitonis (5.5:4.5). El mateix any fou 10è a Kemeri; tot i la seva baixa classificació, va vèncer en la partida contra Aleksandr Alekhin. El 1937/38, fou 6è a Hastings (el campió fou Samuel Reshevsky). El 1938, va guanyar un matx contra Vaitonis (9:3). El 1939, fou 4t a Kemeri–Riga (el campió fou Salo Flohr). El setembre de 1939, fou 3r a Rosario (el campió fou Vladimirs Petrovs).

### Participació en competicions per equips
Vladas Mikėnas va jugar, representant Lituània, al primer tauler, en cinc olimpíades d'escacs oficials, i en una de no oficial:
- El juliol de 1931, a la 4a olimpíada a Praga (+7 –5 =6).
- El juliol de 1933, a la 5a olimpíada a Folkestone (+5 –3 =6).
- L'agost de 1935, a la 6a olimpíada a Varsòvia (+2 –6 =10).
- L'agost/setembre de 1936, a l'olimpíada no oficial de Múnic (+5 –7 =8).
- El juliol/agost de 1937, a la 7a olimpíada a Estocolm (+7 –3 =8).
- L'agost/setembre de 1939, a la 8a olimpíada a Buenos Aires (+10 –5 =4).[5]

## Ciutadà soviètic

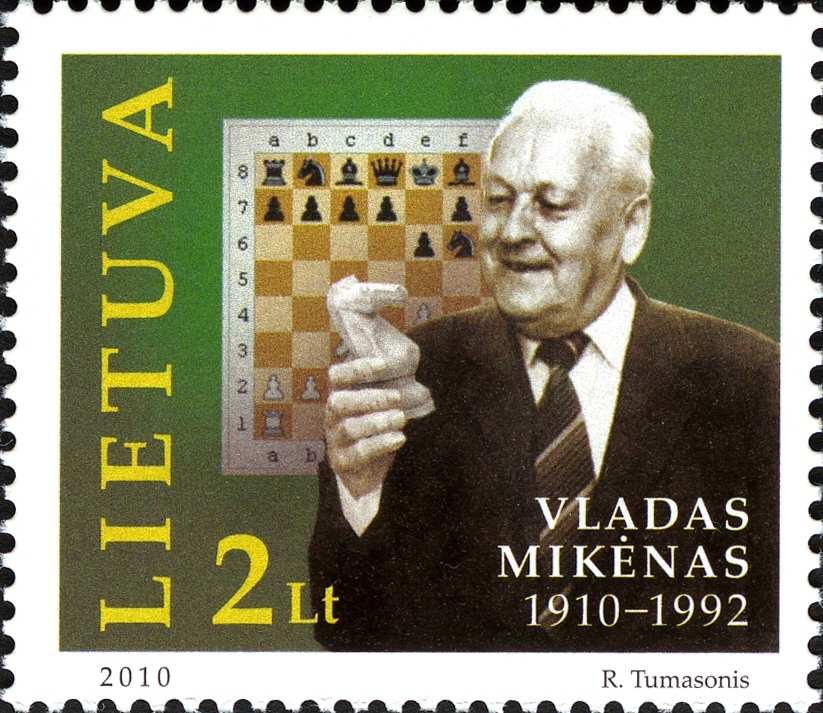

El 28 de setembre de 1939, la Unió Soviètica i Alemanya van canviar els termes secrets del Pacte Molotov-Ribbentrop, cosa que va fer passar Lituània a l'esfera d'influència de l'URSS. Lituània fou annexionada a la Unió Soviètica el 3 d'agost de 1940.
El setembre-octubre de 1940, Mikėnas empatà als llocs 13è a 16è al 12è campionat d'escacs de la Unió Soviètica a Moscou.
El 1941, fou 3r (fora de concurs) al 4t campionat de l'RSS de Geòrgia a Kutaisi. El febrer-març de 1942 empatà als llocs 3r–6è a Moscou. El març-abril de 1942, va empatar als llocs 4t–7è a Sverdlovsk. El juliol-agost de 1942 empatà als llocs 3r–5è a Kuibyshev. El 1943/44, fou 7è al 23è campionat de Moscou. El 1944, va guanyar (fora de concurs) el 5è Campionat de l'RSS de Geòrgia, a Tbilisi. El 1944, va guanyar un matx contra V. Ljublinsky (8:6).
El 1944 va empatar als llocs 5è-6è al 13è Campionat de l'URSS a Moscou.
El juliol de 1945, va guanyar el 13è campionat de Lituània a Kaunas. El setembre-octubre de 1945, fou 7è al campionat d'Estònia a Tallinn (el campió fou Paul Keres). L'octubre/novembre de 1945, va guanyar el campionat d'escacs del Bàltic a Riga. El juny/juliol de 1946 fou 3r, rere Iuri Averbakh i Vistaneckis, al campionat Bàltic, a Vilnius. El 1946, fou 2n (fora de concurs) al 7è campionat de Geòrgia a Tbilisi. El 1947, fou 2n (fora de concurs) al 13è campionat de Belarús, a Minsk. El 1948, va empatar un matx de classificació amb Raixid Nejmetdínov (7:7).
Va participar diversos cops al campionat de l'RSS de Lituània a Vilnius. Va guanyar-lo el 1947, i el 1948, fou 3r el 1949, 6è el 1951, empatà als llocs 2n-4t el 1952, fou 6è el 1953, 2n el 1954, 3r el 1955, 2n el 1957, empatà als llocs 2n-4t el 1958, fou 3r el 1959, empatà als llocs 3r–4t el 1960, guanyà el 1961, fou 2n el 1963, guanyà el 1964, compartí el 1r lloc el 1965, empatà als llocs 2n-3r el 1967, i empatà als llocs 1r-2n el 1968.
També, el 1954, va guanyar, per davant de Ratmir Kholmov, Vistaneckis i Viatxeslav Ragozin, a Vilnius (Quadrangular). El 1955, empatà als llocs 3r-6è a Pärnu (el campió fou Keres). El 1959, fou 2n, rere Borís Spasski, a Riga. El 1960, fou 10è a Pärnu (campionat Bàltic, el campió fou Keres), i compartí el 4t lloc a Leningrad (el campió fou Mark Taimanov). El 1964, empatà als llocs 2n–3r, rere Iivo Nei, a Pärnu (campionat Bàltic). El 1965, va vèncer a Palanga (campionat Bàltic). El 1971, va guanyar a Lublin, Polònia.
Mikenas obtingué el títol de Mestre Internacional el 1950 (l'any en què el títol fou instituït). Fou guardonat amb el títol de Gran Mestre Honorífic el 1987.
Fou l'àrbitre del matx pel campionat del món entre Anatoli Kàrpov i Garri Kaspàrov de 1985.

## Contribucions a la teoria d'obertures
El seu nom s'ha lligat a la Variant Mikenas de la Benoni moderna, una aguda línia d'atac (1.d4 Cf6 2.c4 c5 3.d5 e6 4.Cc3 exd5 5.cxd5 d6 6.e4 g6 7.f4 Ag7 8.e5). També va desenvolupar la variant Flohr-Mikenas de l'obertura anglesa (1.c4 Cf6 2.Cc3 e6 3.e4.)